# Hope Bacolet
Hope Bacolet ist eine Siedlung im Parish Saint Andrew im Osten von Grenada.

## Geographie
Die Siedlung liegt an der Küste auf einem der Caps, etwa 3 km südlich des Hauptorts Grenville (Great Bacolet Point). Der Ort befindet sich auf einer Anhöhe über dem Tal des Little River of Great Bacolet, welcher südlich des Ortes in der Great Bacolet Bay in den Atlantik mündet. Dieses Tal trennt den Ort auch von der Siedlung Mount Carmel im Hinterland und eine Sehenswürdigkeit sind die Mt. Carmel Falls, die höchsten Wasserfälle in Grenada.
Im Norden schließt sich die Siedlung Mount Fann an.

## Klima
Das Klima ist tropisch heiß.